# بوغراد
بوغراد (بالروسية: Боград) هي مدينة في جمهورية خقاسيا في روسيا.